# Pseudopteris decipiens
Pseudopteris decipiens är en kinesträdsväxtart som beskrevs av Henri Ernest Baillon. Pseudopteris decipiens ingår i släktet Pseudopteris och familjen kinesträdsväxter. Inga underarter finns listade i Catalogue of Life.